# Andaraí (Bahia)
Pour l’article homonyme, voir Andarai.
Andaraí est une municipalité de l'État de Bahia au Brésil. La ville est baignée par le rio Paraguaçu.
Sa population était estimée à 13 948 habitants en 2010 et elle s'étend sur 1 895,162 km2.
Elle appartient à la microrégion de Seabra dans la mésorégion du Centre-Sud de Bahia.